# Петрахи
Петрахи (пол. Pietrachy) — село в Польщі, у гміні Задзім Поддембицького повіту Лодзинського воєводства.
Населення — 127 осіб (2011).
У 1975-1998 роках село належало до Серадзького воєводства.

## Демографія
Демографічна структура станом на 31 березня 2011 року:
|          | Загалом | Допрацездатний вік | Працездатний вік | Постпрацездатний вік |
| -------- | ------- | ------------------ | ---------------- | -------------------- |
| Чоловіки | 65      | 12                 | 42               | 11                   |
| Жінки    | 62      | 10                 | 31               | 21                   |
| Разом    | 127     | 22                 | 73               | 32                   |